# Conseil d'orientation sur les conditions de travail
Le Conseil d'orientation sur les conditions de travail (COCT), créé par le décret du 25 novembre 2008, est une instance de prévention dans le domaine de la santé, de la sécurité au travail et des risques professionnels.

## Historique
Le COCT succède au Conseil supérieur de la prévention des risques professionnels, (Csprp) qui avait été créé par la loi du 6 décembre 1976 afin d'être l'organe de concertation entre les partenaires sociaux et les pouvoirs publics, et à la Commission nationale d'hygiène et de sécurité du travail en agriculture.
Le décret du 25 novembre 2008 crée le Conseil d'orientation et les comités régionaux de la prévention des risques professionnels. Le Conseil a été installé le 30 avril 2009 par le ministre du Travail, Brice Hortefeux,
Le COCT est inscrit dans la loi du 17 août 2015 relative au dialogue social et à l'emploi (art. 26)   et le décret du 22 décembre 2016 précise l'organisation, les missions, la composition du COCT et des comités régionaux. Les comités régionaux de prévention des risques professionnels sont devenus les comités régionaux d’orientation des conditions de travail (CROCT).
Le CNOCT, dans sa composition rénovée, s’est réuni pour la première fois le 23 février 2017.

## Missions
Désormais codifié à l’art. L. 4641-1 du code du travail, le COCT participe à l'élaboration des orientations stratégiques des politiques publiques nationales. Il est consulté sur les projets de textes.  Il participe à la coordination des acteurs intervenant dans ces domaines et il contribue à la définition de la position française au niveau européen et international.
Le COCT doit contribuer au Plan santé au travail. Il examine le bilan annuel des conditions de travail établi par les services du ministère chargé du travail lequel comprend le bilan annuel des comités régionaux d’orientation des conditions de travail. Il peut réaliser toute étude se rapportant aux conditions de travail.

## Composition, organisation et gouvernance
Le Conseil d'orientation des conditions de travail est constitué : d'un Conseil national, d'un groupe permanent d'orientation, d'une commission générale.

### Le conseil national
Le Conseil national est présidé par le ministre chargé du travail. Le vice-président du Conseil  est nommé par arrêté du ministre chargé du travail pour un mandat de trois ans renouvelable. Le secrétaire général, l'assiste dans ses missions, il est également nommé par arrêté du ministre chargé du travail et assure l'organisation et l'animation des travaux du Conseil national et du groupe permanent des partenaires sociaux.
Le Conseil national comprend, un collège des partenaires sociaux : 8 représentants des salariés et 8 représentants des employeurs ;  un collège des départements ministériels (11) ; un collège des organismes nationaux de sécurité sociale, d'expertise et de prévention (8) ; un collège des personnalités qualifiées (12) et des représentants d'associations ou des organisations professionnelles de prévention (3) ; 

### Le groupe permanent
Le groupe permanent (le bureau u COCT) est présidé par le vice-président du Conseil d'orientation des conditions de travail. 
Il comprend, au titre du collège des partenaires sociaux : un représentant de chacune des organisations syndicales salariées (5) et employeurs (5) ; au titre du collège des départements ministériels et du collège des organismes nationaux de sécurité sociale, d'expertise et de prévention : 3 membres. 
Le groupe permanent d'orientation établit un programme de travail annuel sur la base d'une proposition élaborée par le secrétaire général. 

### La commission générale
La commission générale, consultée sur les projets de loi et d'ordonnance ainsi que sur les projets de décret pris sur le rapport du ministre chargé du travail, est présidée par le président de la section sociale du Conseil d'Etat. La commission comprend 5 représentants de salariés, 5 représentants d’employeurs, 5 membres de départements ministériels
5 représentants des organismes nationaux de sécurité sociale, d’expertise et de prévention, 8 personnalités qualifiées dont 6 présidents des commissions spécialisées.

### Les commissions spécialisées
Les travaux de la commission générale sont préparées par des commissions spécialisées. Elles ont par ailleurs un rôle propre : elles  sont consultées sur les instruments internationaux et européens et sur  les projets de décrets autres que ceux pris sur le rapport du ministre chargé du travail. Elles sont au nombre de 6 :
1. Orientations transversales, questions internationales, études et recherche
2. Prévention des risques pour la santé au travail (risques physiques, chimiques et biologiques)
3. Équipements et lieux de travail
4. Pathologies professionnelles
5. Acteurs de la prévention en entreprise (CHSCT, services de santé au travail)
6. Questions relatives aux activités agricoles

## Travaux et publications

### Rapport annuel
Le COCT examine chaque année le bilan annuel des conditions de travail établi par les services du ministère chargé du travail. Ce rapport contient la présentation des travaux conduits tout au long de l'année par les diverses instances du COCT.

### Plan santé au travail
Plan de santé au travail 2016-20 : Le COCT l'a adopté le 8 décembre 2015. Il précise le rôle structurant du Conseil d’orientation des conditions de travail :"pour la première fois, le ministre chargé du travail a confié aux partenaires sociaux au sein du groupe permanent d’orientation du COCT l’élaboration des orientations pour le PST 3. Grâce à un travail constructif et novateur au sein de cette instance, les partenaires sociaux ont adopté par consensus entre les cinq confédérations syndicales et les cinq organisations patronales membres des orientations innovantes pour le troisième PST, s’articulant autour de lignes directrices et structurantes...".

### Avis
Les avis contribuent fréquemment a alimenter le débat public. Il en est ainsi, par exemple,  sur les questions de santé psychologique au travail. Dans un rapport de décembre 2012 le COCT recense trois troubles psychiques graves susceptibles d'être liés au travail : dépression, anxiété généralisée, état de stress post-traumatique. Cependant, il ne recommande pas des tableaux de maladies professionnelles psychiques, mais propose des mesures pour faciliter leur reconnaissance au cas par cas par les comités régionaux de reconnaissance des maladies professionnelles.  
Dans un autre avis, émis le 29 juin 2018, le COCT est opposé à tout projet de norme sur la santé et la sécurité psychologique au travail.